# Marin Tomasov
Marin Tomasov (Zadar, 31 augustus 1987) is een Kroatisch voetballer die doorgaans speelt als linksbuiten. In juli 2018 verruilde hij Rijeka voor Astana. Tomasov maakte in 2013 zijn debuut in het Kroatisch voetbalelftal.

## Clubcarrière
Tomasov begon zijn carrière als voetballer in de jeugd van NK Sveti Mihovil, waarna hij naar Zadar verkaste. Hij speelde drie jaar in het eerste elftal van de club en wist in die tijd twaalf keer te scoren. In de zomer van 2009 werd hij aangetrokken door Hajduk Split. In zijn eerste seizoen was de vleugelaanvaller nog veelal reservespeler, maar gedurende zijn tweede jaargangen kreeg hij steeds meer speeltijd bij Hajduk. Op 18 juni 2012 verliet Tomasov zijn vaderland; bij het Duitse 1860 München ondertekende de Kroaat een driejarige verbintenis. Vervolgens keerde Tomasov na drie jaar terug naar Kroatië, om voor Rijeka te spelen. In december 2015 werd Tomasov verkozen tot beste voetballer van de Prva HNL door alle aanvoerders van de Kroatische eersteklassers. In de zomer van 2016 werd Tomasov op huurbasis overgenomen door het Arabische Al-Nassr. Het seizoen erop werd hij opnieuw verhuurd, nu aan Astana. Na afloop van deze verhuurperiode nam Astana de vleugelspeler definitief over.

## Interlandcarrière
Tomasov debuteerde in het Kroatisch voetbalelftal op 10 september 2013. Op die dag werd een vriendschappelijke wedstrijd tegen Zuid-Korea met 1–2 gewonnen. Na doelpunten van Domagoj Vida en Ivan Perišić tekende Lee Keun-ho voor de laatste treffer van het duel. Tomasov begon aan de wedstrijd als wisselspeler, maar negen minuten voor het einde van het duel mocht hij van bondscoach Igor Štimac invallen voor doelpuntenmaker Perišić. De andere debutanten dit duel waren doelmannen Dario Krešić (Lokomotiv Moskou) en Antonijo Ježina (NK Istra).
| Interlands van Marin Tomasov voor Kroatië | Interlands van Marin Tomasov voor Kroatië | Interlands van Marin Tomasov voor Kroatië | Interlands van Marin Tomasov voor Kroatië | Interlands van Marin Tomasov voor Kroatië | Interlands van Marin Tomasov voor Kroatië | Interlands van Marin Tomasov voor Kroatië |
| №                                         | Datum                                     | Wedstrijd                                 | Uitslag                                   | Competitie                                | Goals                                     |                                           |
| Als speler bij 1860 München               | Als speler bij 1860 München               | Als speler bij 1860 München               | Als speler bij 1860 München               | Als speler bij 1860 München               | Als speler bij 1860 München               | Als speler bij 1860 München               |
| ----------------------------------------- | ----------------------------------------- | ----------------------------------------- | ----------------------------------------- | ----------------------------------------- | ----------------------------------------- | ----------------------------------------- |
| 1                                         | 10 september 2013                         | Zuid-Korea – Kroatië                      | 1 – 2                                     | Vriendschappelijk                         |                                           |                                           |

Bijgewerkt op 12 maart 2025.

## Erelijst
| Competitie             |              |                        |              |              |
| Competitie             | Aantal       | Jaren                  |              |              |
| Hajduk Split           | Hajduk Split | Hajduk Split           | Hajduk Split | Hajduk Split |
| ---------------------- | ------------ | ---------------------- | ------------ | ------------ |
| Hrvatski nogometni kup | 1            | 2009/10                |              |              |
| Astana                 |              |                        |              |              |
| Premjer-Liga           | 4            | 2017, 2018, 2019, 2022 |              |              |
| Kazakstan Soeperkoebok | 4            | 2018, 2019, 2020, 2023 |              |              |